# ستيل جونسون
ستيل جونسون (بالإنجليزية: Steele Johnson)‏ هو غطاس أمريكي، ولد في 16 يونيو 1996 في إنديانابوليس في الولايات المتحدة.

## وصلات خارجية
- ستيل جونسون على موقع الاتحاد الدولي للسباحة (الإنجليزية)
- ستيل جونسون على موقع قاعدة بيانات الغوص IAT (الألمانية)
- ستيل جونسون على موقع أوليمبيديا (الإنجليزية)